# Uniwersytet Latający (1977)
Uniwersytet Latający – nielegalnie działająca od 19 października 1977 do 22 stycznia 1978 placówka oświatowa w PRL zorganizowana przez działaczy antykomunistycznej opozycji.

## Historia
W 1977 roku wśród działaczy warszawskiej opozycji związanej z KOR-em postanowiono zorganizować system samokształcenia nawiązujący do tradycji niepodległościowych. Nazwa Uniwersytet Latający (zaproponował ją prof. Edward Lipiński) nawiązywała do instytucji z końca XIX wieku i do organizowanych w jej ramach wykładów z dziedzin i tematów nieobecnych na oficjalnym, rosyjskojęzycznym Uniwersytecie Warszawskim. Decyzję o jego powołaniu podjęto na spotkaniu działaczy studenckich z Warszawy i Krakowa w Wernejówce w Beskidzie Niskim (20–26 lipca 1977).
W praktyce Uniwersytet zorganizował socjolog Andrzej Celiński, nazywany z tego powodu „Rektorem”. Bez jego poświęcenia i zmysłu organizacyjnego całe przedsięwzięcie być może by się nie powiodło. Pierwsze zajęcia odbyły się 9 listopada 1977 w Warszawie, w domu prof. Władysława Kunickiego-Goldfingera. Prelekcji Adama Michnika o rodowodzie Polski Ludowej wysłuchało ok. 70 osób. Grono sześciu pierwszych wykładowców stanowili Tomasz Burek, Bohdan Cywiński, Jerzy Jedlicki, Andrzej Kijowski, Jacek Kuroń, Tadeusz Kowalik, Adam Michnik, Jan Strzelecki. Większość z nich w tym okresie zatrudniona była w instytutach Polskiej Akademii Nauk. Zarówno forma, jak i treść prowadzonych przez nich zajęć w prywatnych mieszkaniach była czymś zupełnie nowym w porównaniu z oficjalnym życiem naukowym. Wykłady odbywały się także dzięki działaczom miejscowego Studenckiego Komitetu Solidarności na podobnych zasadach w Krakowie – tu wykłady prowadzili: Edmund Łukawer, Józef Tischner oraz dojeżdżający z Warszawy Tomasz Burek, Bohdan Cywiński, Adam Michnik, Tadeusz Kowalik, Jacek Kuroń, Antoni Macierewicz i Leszek Moczulski. Poza Krakowem i Warszawą niezależne wykłady i seminaria odbywały się w Łodzi, Wrocławiu, Gdańsku oraz Poznaniu, Toruniu i w Radomiu. Prawie równolegle do inicjatywy „latających wykładów” pojawia się w Warszawie, dzięki inicjatywie Teresy Boguckiej, „Latająca Biblioteka” która miała oferować wypożyczanie omawianych na wykładach zakazanych oficjalnie książek. Podobne biblioteki powstaną w Krakowie, Poznaniu, Gdańsku i Łodzi. Jak informował „Biuletyn Informacyjny” KOR Wykłady z najrozmaitszych dziedzin (historia, socjologia, ekonomia, literatura), obejmują problematykę fałszowaną lub pomijaną na zajęciach uniwersyteckich. Spotkania odbywają się w prywatnych mieszkaniach w Warszawie i innych miastach uniwersyteckich.
W styczniu 1978 przekształcono Uniwersytet w Towarzystwo Kursów Naukowych.

## Literatura
- Marek Kunicki-Goldfinger, U źródeł Uniwersytetu Latającego i Towarzystwa Kursów Naukowych, „Wolność i Solidarność” nr 10, 2017, s. 6–28